# One Nation Paris
One Nation Paris est un centre commercial  de 24000 m2 situé aux Clayes-sous-Bois, dans les Yvelines. Il est ouvert depuis le 4 décembre 2013.

## Architecture
L’architecture générale de One Nation Paris a été conçue par le cabinet Architecture Whispers & Oasis. L’architecte Grégoire Genaux a pensé le centre de magasins d'usine autour de la lumière naturelle avec trois patios ouverts. L’agence parisienne Malherbe Design s'est occupée des intérieurs.

## Offre commerciale
Le rez-de-chaussée est dédié aux magasins de vêtements streetwear et sport. L’étage est consacré aux marques de vêtements orientées luxe. Se trouve également à l'étage la plus grande parapharmacie discount de France, Lafayette Para One du groupe Lafayette Conseil.
Le centre possède également trois restaurants, un chocolatier Lindt. Il est également le premier centre de magasins d'usine au monde à accueillir un magasin d'usine Galeries Lafayette.